# توت‌فرنگی کسکادنسیس
توت‌فرنگی کسکادنسیس (نام علمی: Fragaria cascadensis) نام یک گونه از سرده توت‌فرنگی است.